# Georges Hottenger
Lorraine – fin XIX° et début XX° siècle
Georges Alexandre Hottenger (1864-1934), disciple de l'abbé de Tourville, est un sociologue de l'urbanisme en Lorraine où il a enseigné le droit à l'Université de Nancy. En sa qualité de spécialiste de cette région, il a joué un rôle important dans la restructuration du tissu urbain de la ville de Nancy. Membre actif du Musée social, il publie en 1912 une étude sur le Pays haut qui assoie sa notoriété auprès du patronat lorrain. Il est reçu en 1918 à l'Académie de Stanislas. Deux ans plus tard, il se tourne vers l'aménagement rural et rédige en 1929 une monographie sur la population rurale de la Meurthe-et-Moselle dont l'historien Marc Bloch souligne la grande qualité. Dans les deux dernières années de sa vie, il se consacre à l'histoire des congrès scientifiques et prononce une conférence sur le rôle des sociétés savantes devant l'Académie de Stanislas quelques jours avant sa mort intervenue brutalement.

## Biographie

### Formation
Né à Nancy, Georges Hottinger fréquente successivement le collège de la Malgrange, établissement catholique privé puis le lycée Saint-Sigisbert, institution sous tutelles diocésaine et congréganiste.
À la fin de sa scolarité, il s'oriente vers le droit et débute ses études universitaires à la Faculté de droit de Nancy pour les poursuivre et achever à la Faculté de droit de Paris où il soutient sa thèse de droit civil le 7 juin 1894. Parallèlement, il suit des cours pratiques de notariat et avant de s'installer dans la vie professionnelle, il effectue un voyage d'un an en Angleterre.

### Notaire de 1895 à 1910
Il quitte Nancy pour ouvrir une étude dans les Ardennes à Givet, une ville frontalière avec la Belgique. Il y exerce pendant près de quinze années avant de revenir s'installer à Nancy.

### Rapprochement avec les mouvements leplaysiens en 1910
Dès son retour, il suit les cours du soir en économie sociale dispensés par Gabriel Mélin, membre de l'Académie de Stanislas, « relais actif du mouvement leplaysien ». Gabriel Mélin exerce à la Faculté de droit de Nancy de 1899 à 1930. Docteur en droit, il est membre de la Société internationale de science sociale créée en 1904, un courant dissident du mouvement leplaysien. Ce courant réformateur initié par l'abbé de Tourville trois ans après la mort de Frédéric Le Play, entend poursuivre l'œuvre scientifique  du maître à penser mais sans reprendre son « credo politique » centré sur la famille-souche. Ainsi « les priorités évoluent, y compris dans les projets de réformes :
le droit de privilégier l’un de ses enfants n’est plus une priorité, tous doivent
bénéficier d’une éducation et d’une formation qui privilégient l’acquisition de
l’autonomie et le développement personnel en suivant les méthodes [d'éducation] anglaises ou américaines ». Chaque enfant doit pouvoir créer un foyer autonome grâce à l'éducation. Se substitue alors au concept patriarcal de la famille-souche la théorie individualiste de la famille particulariste. Dans le même temps, la méthode d'observation prônée par Le Play est enrichie par un nouvel instrument de mesure : la nomenclature des faits sociaux, qui « permet de situer la famille étudiée dans l'ensemble social auquel elle appartient et qui la détermine ».
Georges Hottinger partage ces idées et devient adhérent du Musée social, une fondation initialement créée pour archiver et mettre à disposition du public les documents sur l'économie sociale présentés lors de l'exposition universelle de 1889. Ce musée s'avère en fait, et dès son origine, un centre de recherche. Organisé en sections d'études et d'enquêtes, il a pour objectif de répondre à la commande sociale des parlementaires et des collectivités qui souhaitent fonder leurs réformes sur la connaissance scientifique des réalités sociales. En 1907 ou 1908, une section d'hygiène urbaine et rurale (SHUR) est créée qui regroupe des architectes de renom, tels Louis Bonnier, Eugéne Hénard, Augustin Rey, Donat-Alfred Agache ainsi qu'un paysagiste et urbaniste, Jean-Claude-Nicolas Forestier. Georges Hottinger est associé aux travaux de cette section et ses contributions sont publiées par la fondation.

### Consultant et chercheur praticien à partir de 1911
En tant que consultant et par la suite membre correspondant, il est sollicité par la Société industrielle de l'Est fondée en 1884 par des chefs d'entreprise qui avaient quitté l'Alsace et la Lorraine en 1871 pour s'établir en France dans la région de Nancy. Cette société, composée de protestants mais aussi de catholiques sociaux, est reconnue d'utilité publique le 8 décembre 1910. Elle encourage les projets à dimension sociale, se fait à ce titre le relai auprès du Gouvernement des réflexions de la SHUR et soutient en 1911 la monographie sur le pays de Briey de Georges Hottenger. Le chercheur y livre son enquête de terrain qui révèle les transformations que le développement industriel a entraîné sur l'urbanisation du Pays-Haut. Son approche rigoureuse, fondée sur la méthode leplaysienne, est reconnue par les chefs d'entreprises lorrains qui voient désormais en lui un spécialiste de la région et un réformiste social. L'ouvrage est publié en 1912 sous l'égide conjointe de cette société d'industriels et de la chambre de commerce de Nancy. Sa notoriété fait alors de George Hottenger l'un des conseillers scientifiques du patronat lorrain. Il est aussi consulté par un grand industriel allemand s'implantant en France avant la Première Guerre mondiale, August Thyssen, qui prévoit dès 1912 la création d'une cité ouvrière autour des hauts fournaux qu'il fait construire à l'est de Caen en Basse-Normandie : le Plateau. 
Entre 1912 et 1917, Georges Hottenger se focalise cependant sur l'urbanisme en Lorraine. Son étude sur Nancy et la question de l'extension des villes est publiée en janvier 1912 dans le Bulletin de la Société industrielle de l'Est dont les membres lui ont demandé de jouer « un rôle actif dans la restructuration du tissu urbain de [cette ville] à des fins économiques et industrielles ». Parallèlement, il signe avec Georges Risler, alors président de la SHUR au sein du Musée social, une étude plus générale sur les plans d'aménagement et d'extension des villes . Au printemps de la même année, il se rend en Allemagne à l'exposition internationale d'urbanisme qui se tient à Düsseldorf sur le thème du développement des villes, puis en Angleterre où il visite les cités-jardins en construction, dont, notamment, celle de Letchworth, édifiée selon les principes d’Ebenezer Howard. À son retour, il s'implique dans le projet d'organisation à Nancy d'une exposition sur les plans d'aménagement et d'extension d'une dizaine de villes importantes françaises, telles Dunkerque, Reims et Nice : l'exposition « La Cité moderne », qui se tient du 4 au 13 mai 1913. Lors de cet évènement, quatre conférences sont données à l'hôtel de ville de Nancy dont une par Hottenger lui-même, intitulée « La cité moderne et ses fonctions ». D'autres expositions sur l'urbanisme sont organisées dans son sillage, à Lyon en 1914 puis à Paris en 1915. Ces manifestations concourent à la remise en discussion de la loi dite Cornudet qui est votée par le Parlement quatre ans plus tard, à la fin du premier conflit mondial, dans l'urgence de la première reconstruction.
En 1914, dans le cadre d'un concours lancé en 1911 par l'Académie de Stanislas, Georges Hottenger  publie une étude sur la propriété rurale en Lorraine qui lui vaut le prix Herpin.
Quatre ans plus tard, il est reçu dans cette académie où il prononce un discours sur le rôle des académies savantes et suggère de nouvelles orientations à ces institutions qui commencent à se faire distancer par des sociétés savantes spécialisées. Il préconise notamment la création de commissions thématiques où les académiciens pourraient engager des travaux en collégialité.
À partir de 1919, il est nommé par le préfet de Meurthe et Moselle membre de la commission départementale chargée de donner son avis sur les projets d'urbanisme dans l’attente de l’approbation des plans d’extension, d’aménagement et d’embellissement par la commission nationale.
Cependant, déçu par les orientations prises par la ville de Nancy, il se détourne assez rapidement des questions urbaines pour se consacrer à l'aménagement rural. Au lendemain de la guerre, des dizaines de villages doivent être reconstruits, ce qui implique une reconstitution de parcellaires et des projets d’habitat et d’espaces publics nouveaux, des préoccupations qui avaient alimenté ses réflexions à la veille de 1914-1918. Il se rapproche du réformateur leplaysien Robert Préaud, ingénieur en chef du génie rural en charge de cette reconstruction dans le département de Meurthe et Moselle. Il participe alors à une recherche collective sur l'agriculture. En 1929, il contribue dans ce cadre à la publication de l’Office Agricole Régional de l’Est avec sa monographie sur la population rurale de ce territoire. La qualité de cette étude est soulignée en 1931 par l'historien Marc Bloch, qui loue « la compétence en même temps que les remarquables qualités de pénétration » de son auteur à l'occasion d'un compte-rendu de lecture dans les Annales d'histoire économique et sociale.
En 1933 et 1934, Georges Hottenger consacre les deux dernières années de sa vie à l’histoire des congrès scientifiques et donne deux conférences, qui sont publiées, sur l’importance des congrès et colloques dans la diffusion scientifique.
Parallèlement à son infatigable travail de recherche, Georges Hottenger a enseigné le droit à l'Université de Nancy fusionnée depuis 2012 dans l'Université de Lorraine.

## Réformateur leplaysien
Georges Hottenger appartient à la seconde génération leplaysienne qui adhère aux visées scientifiques de la Société de la Science sociale créée en 1886 par Henri de Tourville et Edmond Demolins. Il fait partie du groupe de sociologues qui se réunissent aux fins  d'étude au manoir de Calmont, un hameau près de Dieppe, où l'abbé de Tourville, handicapé par la maladie, effectue de longs séjours dans les dernières années de sa vie.
Son attirance pour la démarche scientifique n'est cependant pas abstraite : son but est d'apporter aux gestionnaires des solutions opérationnelles. En 1911, il s'inscrit dans les pas de Robert Pinot dont il a suivi les cours à Calmont, en s'inspirant de sa monographie régionale sur le Jura bernois publiée en 1887 et en adoptant, de même, la nomenclature de Tourville. Sa démarche n'est pas dictée par le souci de développer une nouvelle science en plein essor, la sociologie, mais de répondre à la commande sociale qu'entrainent l'industrialisation et l'urbanisation de la société française.

« C'est cette science [sociale] si peu répandue encore dont j'ai voulu faire une modeste application. »

— Le pays de Briey, 1912

## Précurseur de la sociologie urbaine
Hottenger désigne cette branche de la sociologie par l'expression « l'art urbain » (à ne pas confondre avec le street art né en 1960), un savoir pratique qui fait appel à plusieurs disciplines : le droit, la politique, la sociologie et la pédagogie. Cet art suppose comme préalable une connaissance fine du terrain, qui ne peut relever selon lui que des élites locales, et non une connaissance abstraite et théorique de configurations nationales. Ce n'est que par l'observation méthodique de la réalité sociale de la ville que peut se déterminer et se justifier l'intervention publique en urbanisation.
Cet art doit permettre de requalifier la vie urbaine qui s'est dégradée avec la poussée démographique due à l'industrialisation. La ville ancienne doit devenir une cité moderne, avec des fonctions nouvelles, ne se limitant pas aux services municipaux traditionnels tels la voierie, la police municipale, l'état-civil. Elle doit comporter aussi des services en matière de santé, d'emploi, de logements ouvriers, etc. Hottenger préconise même une troisième catégorie de services municipaux, qui sont la marque de son originalité : les « industries municipalisées » qui concernent l'eau, l'éclairage et les transports.
Pour Hottenger, la cité moderne ne se conçoit plus seulement comme un centre administratif mais surtout comme un « pôle économique ».

« La Cité vit aujourd'hui de l'industrie et du commerce et elle se trouve, en quelque sorte, la servante des entreprises industrielles et commerciales qui font sa vie »

— La Cité moderne et ses fonctions, mai 1913
S'appuyant sur des exemples de villes anglaises et allemandes qu'il a pu personnellement visiter, le sociologue redéfinit l'équilibre des pouvoirs dans la cité moderne : moins d'intervention de l'État, une gestion décentralisée de l'urbanisme, une émancipation de la commune vis à vis du département, la suppression de l'arrondissement. Il souligne la difficulté en France de faire aboutir les projets de décentralisation et appelle de ses vœux une cité idéale où

« La cité est un organisme social qui a sa constitution propre, ses droits, son autonomie. »

— La Cité moderne et ses fonctions, mai 1913

## Œuvres
Par typologie et par ordre chronologique

### Thèse
- Droit romain des modes d'extinction des servitudes prédiales et personnelles, thèse pour le doctorat en droit civil soutenue le 7 juin 1894 à la Faculté de droit de Paris et publiée la même année par l'Imprimerie des écoles André Jouve, 187 p

### Monographies
- Le Pays de Briey : Hier et aujourd'hui, Paris, Nancy, Berger-Levrault, 1912, 235 p.
- La propriété rurale : morcellement et remembrement, Paris, J.-B. Baillières et Fils, 1914, 193 p.

### Études et travaux
Ces écrits ont été publiés pour la plupart dans le Bulletin de la Société industrielle de l'Est ou dans les Mémoires de l'Académie de Stanislas.
- Nancy et la question d'extension des villes, Nancy, Imprimeries réunies, janvier 1913, 46 p.
- La vie régionale: Pays de Briey et pays messin, Nancy, Imprimeries réunies, 1913, 16 p.
- Le remembrement de la propriété rurale à l'étranger, La Science sociale, 1914, 68 p.
- L'Extension du village: sa transformation en agglomération industrielle, La Société d'économie sociale, 1914, 15 p.
- L'habitation populaire: l'habitation populaire et l'extension des villes d'après les récents congrès, le développement des habitations à bon marché dans la région de l'Est, Nancy, Imprimeries réunies, 1915, 60 p.
- Les remembrements en Lorraine au XVIIIe siècle, A. Crépin-Leblond, 1915, 54 p.
- Nancy après la guerre : projets de transformation et projets de loi, Nancy, Imprimeries réunies, 1917, 36 p.
- Problèmes du lendemain de la Guerre: Remembrement et Reconstitution foncière, 1917
- Les anciennes minières de fer de fort Saint-Pancré et Aumet, 1923, 36 p.
- Introduction à l'Histoire économique de la Lorraine au XIX° siècle, Société d'impressions typographiques, 1923, 21 p.
- Le mouvement économique en Lorraine : 1920-1924, Nancy, Berger-Levrault, 1925, p. 70
- Les salines de Dieuze sous la Terreur, Humblot, 1927 (réimpr. 1928), 44 p.
- L'agriculture et les forêts lorraines : leur rôle dans le peuplement et la vie de la région, leur situation au lendemain de la Révolution d'après les mémoires statistiques des préfets de l'An IX, Nancy, Berger-Levrault, 1928, 96 p.
- Les anciennes mines domaniales de l'Est : histoire d'un monopole (1790-1840), 1929, 113 p.

### Communications
- La Science sociale et le Congrès tenu à Nancy les 25-28 juin 1914, communication faite à l'Académie de Stanislas les 3 et 17 juillet 1914, publiée en 1915, 52 p.

### Conférences
- La cité moderne et ses fonctions, conférence faite à l'hôtel de ville de Nancy, le 6 mai 1913, à l'occasion de l'exposition de la "Cité moderne" organisée par la Chambre de Commerce de Nancy et la Société industrielle de l’Est, publiée la même année, 37 p.